# 澤江史子
澤江 史子（さわえ ふみこ、1969年 - ）は、日本の政治学者。上智大学総合グローバル学部教授。専門は現代中東政治。

## 略歴
島根県出身。
1992年一橋大学社会学部卒業。1995年慶應義塾大学大学院法学研究科修士課程修了。1999年ビルケント大学大学院経済・社会科学研究科博士課程単位取得退学。2003年一橋大学大学院社会学研究科博士課程単位取得退学。2005年一橋大学より博士（社会学）の学位を取得。博士論文は「現代トルコにおける民主政治とイスラーム政党」。指導教員（論文審査主査）は内藤正典。副査児玉谷史朗、同ジョナサン・ルイス。
日本学術振興会特別研究員、東京外国語大学アジア・アフリカ言語文化研究所非常勤研究員、同志社大学一神教学際研究センター共同研究員、京都大学イスラーム地域研究センター拠点研究員を経て、2009年東北大学大学院国際文化研究科国際地域文化論専攻イスラム圏研究講座准教授。2014年上智大学総合グローバル学部中東・アフリカ研究准教授、2015年同教授。上智大学アジア文化研究所所員。

## 著書

### 単著
- 『現代トルコの民主政治とイスラーム』（ナカニシヤ出版, 2005年）